# 기타루 마사아키
기타루 마사아키(일본어: 木樽 正明, 1947년 6월 13일 ~ )는 일본의 전 프로 야구 선수이자 야구 지도자이다. 지바현 조시시 출신이며 현역 시절 포지션은 투수였다.

## 인물

### 프로 입단 전
조시 상업고등학교 1학년 때인 1963년 하계 고시엔 대회에 1루수로서 출전했다. 팀은 준준결승에 진출했지만 이마바리니시 고등학교에게 패했다. 이듬해 1964년부터 팀의 에이스가 됐지만 같은 해 하계 소속 현 대회(지바 대회) 예선 3차전에서 도가네 상업고등학교에게 패했다.
이듬해 1965년 하계 고시엔 대회에서는 팀의 에이스이자 4번 타자로서 출전, 팀은 순조롭게 승리하면서 준결승에 진출해 마키 겐지로 투수가 소속된 다카나베 고등학교에게 2대 1로 역전승을 거뒀다. 결승전에서는 미이케 공업고등학교와 맞붙었지만 투수 우에다 다쿠조에게 0대 2로 완봉패를 당해 준우승에 머물렀다. 같은 해 기후현에서 열린 국민 체육 대회에서는 결승전에서 기후 단기 대학 부속 고등학교의 후치가미 스미오와 투수전을 펼친 끝에 승리, 팀의 우승을 이끌었다. 당시 팀 동료인 3번 타자 아텐보 도시아키(난카이 호크스로부터 드래프트 2순위 지명을 받았지만 이를 거부하고 릿쿄 대학에 진학)가 있다.
졸업 후 와세다 대학에 진학을 희망했지만 프로 야구 드래프트 회의에서 도쿄 오리온스가 기타루를 2순위로 지명하면서도 정작 본인은 프로 입단에 난색을 표했지만 당시 스카우트였던 아오키 이치조의 설득으로 이듬해인 1966년 1월에 정식으로 입단했다.

### 프로 야구 선수 시절
스기시타 시게루, 호리모토 리쓰오가 착용했던 등번호 20번을 물려받아 빠른 공과 날카로운 슈트를 주무기로 프로 1년차부터 주력 투수로서 활약했는데 1968년에는 부진으로 0승 1패로 끝나 한때는 야수 전향도 검토됐다. 이 이야기를 전해들은 고야마 마사아키는 “저 녀석(기타루)만큼 투수로서의 재능을 타고난 녀석은 없다. 한번 더 다시 생각했으면 좋겠다”라고 말하면서 당시 구단 수뇌진에게 호소한 끝에 투수로서의 선수 생활을 계속할 수 있었다. 1969년에는 구원 투수로서 15승(1선발)과 1.72의 평균 자책점을 기록하는 등 퍼시픽 리그 최우수 평균 자책점 타이틀을 석권했다.
1970년에는 선발로 전향해 시즌 21승(20선발)을 올리면서 팀의 리그 우승 달성에 큰 기여를 했고 MVP와 베스트 나인을 동시에 석권했는데 당시 최다 선발승(25선발승) 타이틀을 기록한 나리타 후미오의 평균자책점이 3점대인 것이 커 1959년 스기우라 다다시의 역대 퍼시픽리그 정규시즌 MVP 최다 선발승(24선발승) 기록을 넘지 못했고 스기우라의 기록은 2013년 다나카 마사히로에 의해 타이가 됐다. 이듬해 1971년에는 24승(22선발승)을 기록하면서 다승왕 타이틀을 차지했고 3년 뒤인 1974년에는 일본 시리즈 우승 달성에 기여하면서 나리타 후미오, 가네다 도메히로, 무라타 조지와 함께 팀의 중심 투수로서 활약했다.
1974년, 요미우리 자이언츠와의 시범 경기에서 우에다 다케시의 타구가 얼굴에 맞으면서 안면골절 부상을 입었다. 당시 감독이던 가네다 마사이치의 배려로 가네다 감독의 자택에서 완치될 때까지 머물렀다. 그 기간 동안 특별한 식사 등이 준비됐다고 했지만 3일 후부터는 런닝했다고 한다. ‘가네다식’ 치료의 보람이 있어서인지 불과 1개월 만에 팀에 복귀했고 그 해에 13승(10선발승)(6패)을 올리는 활약을 보였다. 그러나 고질적인 허리 통증으로 인해 극심한 슬럼프를 겪는 등 1976년에는 29세 나이에 현역 생활을 은퇴했다.

### 그 후
이후 롯데의 2군 투수 코치(1983년 ~ 1986년), 1군 투수 코치(1987년 ~ 1988년), 2군 감독(1989년 ~ 1990년)을 거쳐 구단 스카우트 부장 등을 역임했다. 2002년부터 2006년까지 요미우리 자이언츠의 편성부에서 근무했고 2007년에는 2군 육성 담당 코치로서 현장에 복귀했지만 이듬해 2008년부터는 다시 편성부 소속으로 돌아왔다.
2011년 8월부터 JFE 동일본 경식 야구부의 수석 코치로 발탁돼 2013년까지 맡았다. 2014년 5월부터 모교인 조시 상업고등학교의 수석 코치로 발탁됐으며 같은 해 9월에는 고향 조시시의 ‘행정 어드바이저’로 채용돼 모교와 병행하여 초등·중등학생 팀과 리틀 시니어를 지도하고 있다.

## 상세 정보

### 출신 학교
- 지바 현립 조시 상업고등학교

### 선수 경력
- 도쿄 오리온스·롯데 오리온스(1966년 ~ 1976년)

### 지도자 경력
- 롯데 오리온스 2군 투수 코치(1983년 ~ 1986년)
- 롯데 오리온스 1군 투수 코치(1987년 ~ 1988년)
- 롯데 오리온스 2군 감독(1989년 ~ 1990년)
- 요미우리 자이언츠 2군 육성 담당 코치(2007년)
- JFE 동일본 경식 야구부 수석 코치(2011년 8월 ~ 2013년)

### 수상·타이틀 경력

#### 타이틀
- 다승왕 : 1회(1971년)
- 최우수 평균 자책점 : 1회(1969년)

#### 수상
- MVP : 1회(1970년)
- 베스트 나인 : 1회(1970년)

### 개인 기록
- 올스타전 출장 : 5회(1969년 ~ 1971년, 1973년, 1974년)

### 등번호
- 20(1966년 ~ 1976년)
- 81(1983년 ~ 1986년)
- 87(1987년 ~ 1988년)
- 71(1989년 ~ 1990년)
- 125(2007년)

### 연도별 투수 성적
| 연 도       | 소 속       | 등 판 | 선 발 | 완 투 | 완 봉 | 무 4 구 | 승 리 | 패 전 | 세 이 브 | 홀 드 | 승 률 | 타 자 | 이 닝  | 피 안 타 | 피 홈 런 | 볼 넷 | 고 4 | 몸 맞 | 탈 삼 진 | 폭 투 | 보 크 | 실 점 | 자 책 점 | 평 자 책 | W H I P |
| ----------- | ----------- | ----- | ----- | ----- | ----- | ------- | ----- | ----- | -------- | ----- | ----- | ----- | ------ | -------- | -------- | ----- | ---- | ----- | -------- | ----- | ----- | ----- | -------- | -------- | ------- |
| 1966년      | 도쿄 롯데   | 17    | 13    | 3     | 0     | 1       | 3     | 8     | --       | --    | .273  | 319   | 78.0   | 75       | 4        | 11    | 0    | 0     | 32       | 0     | 0     | 35    | 26       | 3.00     | 1.10    |
| 1967년      | 도쿄 롯데   | 44    | 12    | 1     | 0     | 1       | 8     | 8     | --       | --    | .500  | 589   | 146.0  | 129      | 11       | 26    | 5    | 5     | 90       | 0     | 0     | 45    | 41       | 2.53     | 1.06    |
| 1968년      | 도쿄 롯데   | 5     | 0     | 0     | 0     | 0       | 0     | 1     | --       | --    | .000  | 59    | 14.1   | 11       | 3        | 7     | 0    | 1     | 11       | 0     | 0     | 9     | 9        | 5.79     | 1.26    |
| 1969년      | 도쿄 롯데   | 51    | 6     | 2     | 0     | 0       | 15    | 9     | --       | --    | .625  | 651   | 162.0  | 135      | 12       | 31    | 7    | 9     | 70       | 2     | 0     | 45    | 31       | 1.72     | 1.02    |
| 1970년      | 도쿄 롯데   | 42    | 35    | 20    | 4     | 4       | 21    | 10    | --       | --    | .677  | 1091  | 278.0  | 225      | 29       | 42    | 2    | 7     | 161      | 0     | 1     | 92    | 78       | 2.53     | 0.96    |
| 1971년      | 도쿄 롯데   | 47    | 33    | 19    | 4     | 4       | 24    | 8     | --       | --    | .750  | 1082  | 266.0  | 245      | 32       | 45    | 8    | 13    | 168      | 0     | 1     | 107   | 102      | 3.45     | 1.09    |
| 1972년      | 도쿄 롯데   | 37    | 11    | 2     | 0     | 1       | 9     | 7     | --       | --    | .563  | 504   | 123.0  | 117      | 19       | 28    | 2    | 5     | 78       | 1     | 0     | 56    | 53       | 3.88     | 1.18    |
| 1973년      | 도쿄 롯데   | 44    | 15    | 4     | 2     | 0       | 14    | 7     | --       | --    | .667  | 656   | 165.1  | 141      | 9        | 37    | 6    | 7     | 88       | 2     | 3     | 55    | 52       | 2.84     | 1.08    |
| 1974년      | 도쿄 롯데   | 36    | 26    | 11    | 1     | 1       | 13    | 6     | 2        | --    | .684  | 820   | 201.0  | 182      | 17       | 52    | 5    | 9     | 85       | 3     | 1     | 79    | 69       | 3.09     | 1.16    |
| 1975년      | 도쿄 롯데   | 30    | 18    | 6     | 0     | 0       | 5     | 14    | 1        | --    | .263  | 596   | 140.2  | 147      | 14       | 42    | 3    | 7     | 44       | 2     | 0     | 71    | 62       | 3.96     | 1.34    |
| 1976년      | 도쿄 롯데   | 14    | 4     | 0     | 0     | 0       | 0     | 2     | 0        | --    | .000  | 163   | 35.2   | 45       | 2        | 12    | 0    | 1     | 14       | 1     | 0     | 24    | 22       | 5.50     | 1.60    |
| 통산 : 11년 | 통산 : 11년 | 367   | 173   | 68    | 11    | 12      | 112   | 80    | 3        | --    | .583  | 6530  | 1610.0 | 1452     | 152      | 333   | 38   | 64    | 841      | 11    | 6     | 618   | 545      | 3.05     | 1.11    |

- 굵은 글씨는 시즌 최고 성적.
- 도쿄(도쿄 오리온스)는 1969년에 롯데(롯데 오리온스)로 구단명을 변경.